# Carex nigricans
Carex nigricans C.A.Mey. es una especie de planta herbácea de la familia de las ciperáceas.

## Hábitat
Es nativa de América del Norte desde el oeste de Alaska hasta el norte de California y Colorado, donde crece en zonas húmedas en las zonas de montaña, la taiga y la tundra.

## Descripción
Es juncia produce gruesas alfombras  y suelta grupos de tallos de hasta 30 centímetros de altura desde una red de cortos rizomas. Las flores masculinas tienen oscuras brácteas y el fruto está cubierto de pico largo de perigynium de un color oscuro.

## Taxonomía
Carex nigricans fue descrita por  Carl Anton von Meyer y publicado en Mémoires présentés a l'Académie Impériale des Sciences de St.-Pétersbourg par Divers Savans et lus dans ses assemblées. (1831) 210. t. 7.
Etimología
Ver: Carex
nigricans; epíteto latino  que significa "negruzco".
Sinonimia
- Carex nigricans f. feminea Kneuck. (1911).[3]